# Víctor Sada
Víctor Sada Remisa (ur. 8 marca 1984 w Badalonie w regionie Katalonii) – hiszpański koszykarz, narodowości katalońskiej, obecnie zawodnik FC Barcelony B. Gra na pozycji rozgrywającego. 

## Osiągnięcia

### Klubowe
- mistrz Euroligi (2010)
- mistrz EuroChallenge (2007)
- 5-krotny mistrz Hiszpanii (2004, 2009, 2011–2012, 2014)
- 3-krotny zdobywca Pucharu Króla (2010–2011, 2013)
- 4-krotny zdobywca Superpucharu Hiszpanii (2004, 2009–2011)

### Reprezentacja
- Mistrz Europy (2011)
- Wicemistrz olimpijski (2012)
- Lider mistrzostw Europy U–20 w asystach (2004)